# قلمرو هیکونه
قلمروی هیکونه (به ژاپنی: 彦根藩 Hikone Han) یک هان (ژاپن) در طی دوره ادو بود. این قلمروی فئودالی دز سال 1600 توسط ای نائوماسا بنیانگذاری شد. تمامی پانزده ارباب این قلمرو از خاندان ای بودند. 